# Lobenhausen (Kirchberg an der Jagst)
Lobenhausen ist ein Teilort der Stadt Kirchberg an der Jagst, der bis zu seiner Eingemeindung am 1. März 1972 zur selbständigen Gemeinde Gaggstatt gehörte und nunmehr ein Wohnbezirk der Kirchberger Ortschaft Gaggstatt ist. Zum Weiler gehört auch die Lobenhauser Mühle.

## Geographie
Lobenhausen ist in südöstlicher Richtung etwa 2,5 km von der Stadtmitte Kirchbergs entfernt und hier der letzte Wohnplatz vor der Gemeindegrenze zu Crailsheim.
Die meisten Häuser Lobenhausens stehen auf dem südwestlichen Hangfuß eines alten Umlaufbergs der Jagst, die auf dieser Seite eine etwa 20 m über dem heutigen Flussniveau liegende Talschlinge hinterlassen hat. Ein Rest der ehemaligen Burg Lobenhausen, von der eine romanische Burgkapelle (St. Johannes) erhalten ist, nimmt den östlichen Sporn des Umlaufberges ein. Am Fuß des Nordosthangs liegt unmittelbar an der Jagst die zum Ort gehörende Lobenhauser Mühle, wo heute noch gemahlen wird.
Von Erkenbrechtshausen im Süden her hat der Grundbach eine Schlucht in die umgebende Hochebene eingegraben, er mündet östlich des Umlaufbergs, im Anfangsteil der verlassenen Talmulde, entgegen der alten Flussrichtung in die Jagst. Im auslaufenden Teil der Mulde zieht von der namengebenden Kirchberger Ortschaft Herboldshausen her der Herboldshauser Bach zu Mühle und Fluss.

## Politik
Lobenhausen entsendet 2 Vertreter in den 8-köpfigen Gaggstatter Ortschaftsrat.

## Wirtschaft und Infrastruktur

### Verkehr
Die L 1041 Crailsheim–Erkenbrechtshausen–Kirchberg durchzieht Lobenhausen von Südost nach Nordwest. Eine aus Crailsheim-Triensbach im Süden kommende und danach über die Mühle nach Kirchberg-Mistlau im Norden führende Gemeindeverbindungsstraße schneidet die Landesstraße im Ortsbereich.